# Relaciones Andorra-Pakistán
Las relaciones Andorra-Pakistán son las relaciones diplomáticas entre el Principado de Andorra y Pakistán. Los dos países establecieron relaciones diplomáticas el 22 de julio.

## Relaciones económicas
| Datos comerciales entre Andorra y Pakistán (en miles de US $) | Datos comerciales entre Andorra y Pakistán (en miles de US $) | Datos comerciales entre Andorra y Pakistán (en miles de US $) | Datos comerciales entre Andorra y Pakistán (en miles de US $) |
| Año                                                           | Exportaciones paquistaníes                                    | Importaciones paquistaníes                                    | Notas al pie                                                  |
| ------------------------------------------------------------- | ------------------------------------------------------------- | ------------------------------------------------------------- | ------------------------------------------------------------- |
| 2016                                                          | -                                                             | 22,1                                                          | [ 1 ]                                                         |
| 2015                                                          | 3,55                                                          | -                                                             | [ 2 ]                                                         |
| 2014                                                          | 0,821                                                         | -                                                             | [ 3 ]                                                         |
| 2013                                                          | -                                                             | 2,96                                                          | [ 4 ]                                                         |
| 2012                                                          | -                                                             | 24,3                                                          | [ 5 ]                                                         |

## Representación
- Andorra no está representada en Pakistán, tanto a nivel de embajada como a nivel consular.
- Pakistán no está representado en Andorra, tanto a nivel de embajada como a nivel consular. La embajada que representa a Pakistán se encuentra en Madrid, España.[6]